# Distrikt San Antonio de Cusicancha
Der Distrikt San Antonio de Cusicancha liegt in der Provinz Huaytará in der Region Huancavelica in Südzentral-Peru. Der Distrikt wurde am 14. Juni 1962 gegründet. Er besitzt eine Fläche von 239 km². Beim Zensus 2017 wurden 1438 Einwohner gezählt. Im Jahr 1993 lag die Einwohnerzahl bei 1596, im Jahr 2007 bei 1657. Sitz der Distriktverwaltung ist die 3228 m hoch gelegene Ortschaft San Antonio de Cusicancha mit 151 Einwohnern (Stand 2017). San Antonio de Cusicancha liegt 13 km nordnordöstlich der Provinzhauptstadt Huaytará.

## Geographische Lage
Der Distrikt San Antonio de Cusicancha liegt in der peruanischen Westkordillere im Norden der Provinz Huaytará. Die Flüsse Río Rumichaca und Río Supaymayo durchqueren den Distrikt in südwestlicher Richtung und vereinigen sich im Westen des Distrikts zum Río Quito Arma.
Der Distrikt San Antonio de Cusicancha grenzt im Westen an den Distrikt Quito-Arma, im Nordwesten und im Norden an die Distrikte Ticrapo und Castrovirreyna (beide in der Provinz Castrovirreyna), im Osten an den Distrikt Pilpichaca, im Südosten an den Distrikt Tambo sowie im Süden an die Distrikte Huaytará und Huayacundo Arma.

## Ortschaften
Im Distrikt gibt es neben dem Hauptort folgende größere Ortschaften:
- Sacsaquero Quisuaarpampa (206 Einwohner)